# 허균·허난설헌 기념공원

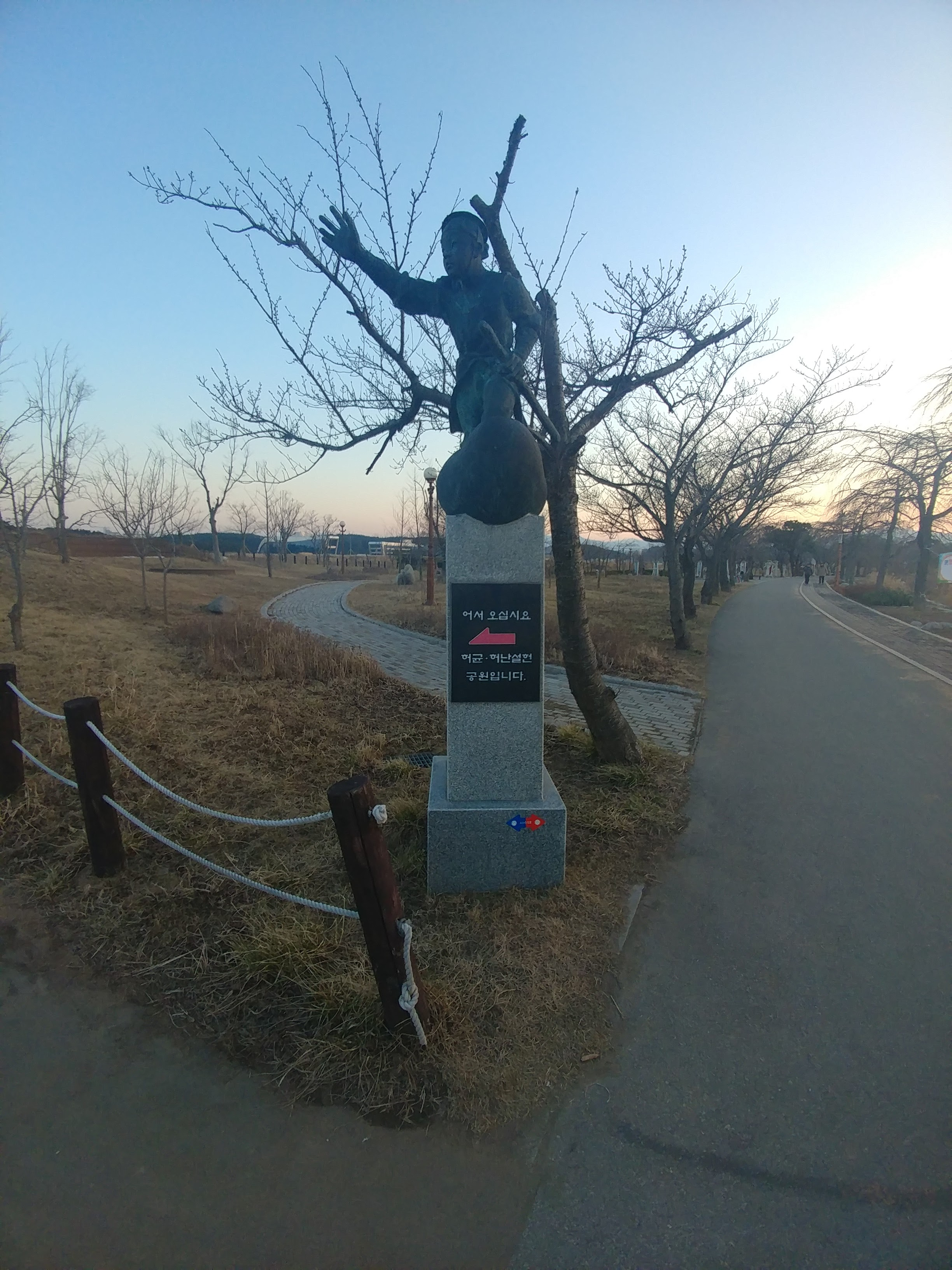
허균·허난설헌 기념공원 입구

허균·허난설헌 기념공원(許筠-許蘭雪軒記念公園)은 조선 시대 문인 허균과 허난설헌 남매를 기념하기 위해 2007년 2월 1일, 강원특별자치도 강릉시 난설헌로193번길 1-29에 조성된 공원으로 허균·허난설헌의 생가와 기념품집, 경포대 등이 있다.

## 갤러리

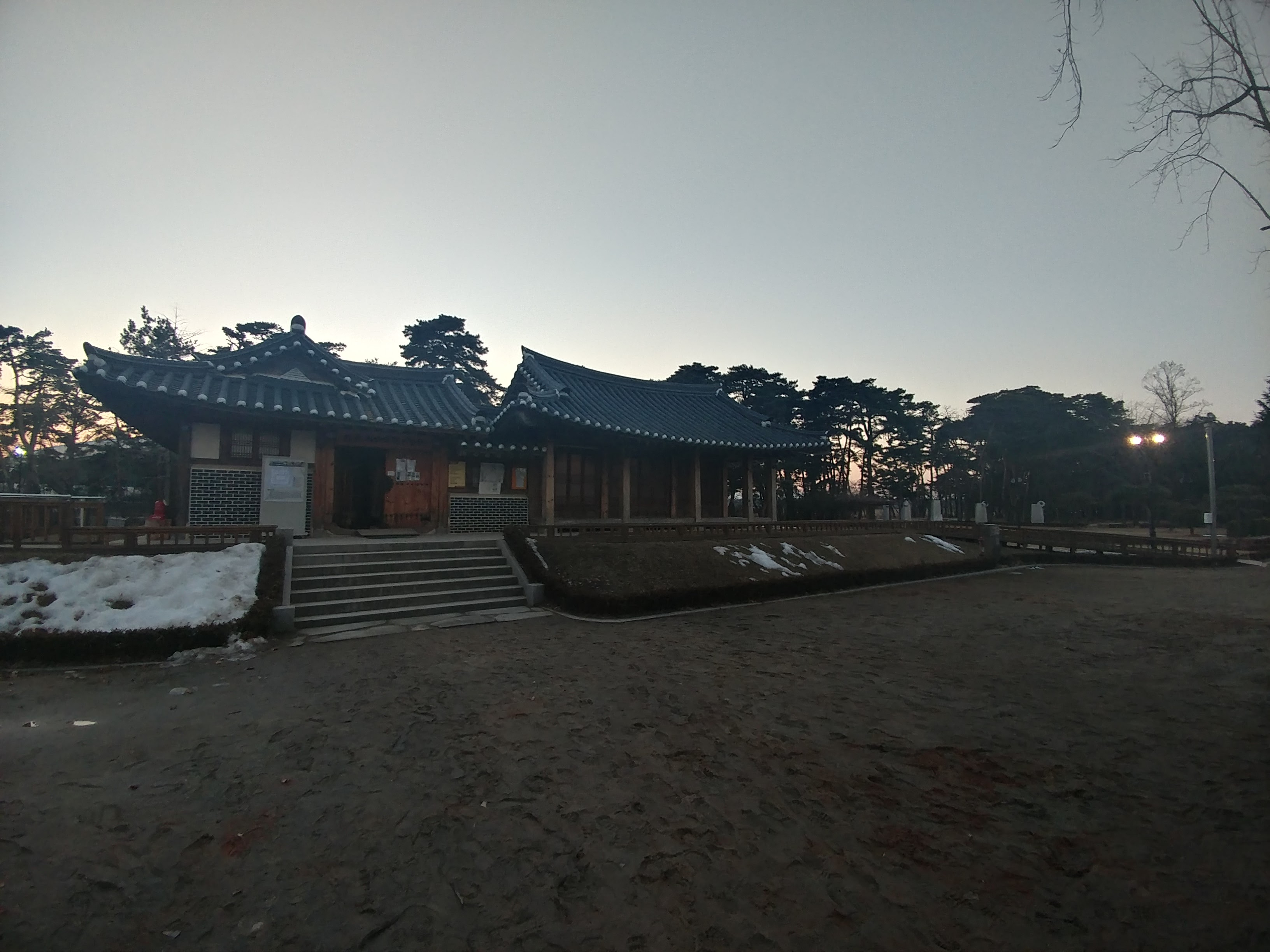
허균·허난설헌 기념공원 기념품 상점